# Иванья
Иванья (укр. Івання) — село в Лопушненской сельской общине Кременецкого района Тернопольской области Украины.
Код КОАТУУ — 6123487602. Население по переписи 2001 года составляло 171 человек.

## Географическое положение
Село Иванья находится на расстоянии в 0,5 км от села Башуки и в 1-м км от села Новый Алексинец.

## История
- 1430 год — дата основания.

## Объекты социальной сферы
- Школа I—II ст.
- Детский сад.